# Leucophora personata
Leucophora personata este o specie de muște din genul Leucophora, familia Anthomyiidae. A fost descrisă pentru prima dată de Collin în anul 1922. Conform Catalogue of Life specia Leucophora personata nu are subspecii cunoscute.